# Juvenal Lamartine de Faria
Juvenal Lamartine de Faria (Serra Negra do Norte, 9 de agosto de 1874 — Natal, 18 de junho de 1956) foi um advogado, jornalista, magistrado e político brasileiro.
Foi presidente do estado Rio Grande do Norte por dois anos e nove meses, sendo destituído com o advento da Revolução de 1930 comandada por Getúlio Vargas, que depôs todos os governadores eleitos na época, inclusive os revolucionários. Exilou-se na Europa, retornando ao estado já no governo de Rafael Fernandes Gurjão.
Quando governador, Juvenal instituiu o voto feminino no estado do Rio Grande do Norte, sendo o primeiro do Brasil a institucionalizá-lo. Dessa forma, a mossoroense Celina Guimarães Viana foi a primeira mulher da América Latina a exercer o voto feminino.
Foi também deputado federal de 1906 a 1926 e senador entre 1927 a 1928.